# Hauserella
Hauserella är ett släkte av skalbaggar. Hauserella ingår i familjen vivlar.
Kladogram enligt Catalogue of Life:
| Hauserella | \| \| Hauserella elliptica \| \| \| \| |
|            | \| \| Hauserella elliptica \| \| \| \| |
|            | Hauserella elliptica                   |
|            |                                        |